# Trzeci wymiar
Trzeci wymiar – pierwszy solowy album Roberta Jansona wydany w 1997 roku.
Album uzyskał certyfikat złotej płyty.

## Lista utworów
źródło:.
| 1.  | "Małe szczęścia"                         | 4:26  |
|     |                                          |       |
| 2.  | "Itaka"                                  | 3:51  |
|     |                                          |       |
| 3.  | "Tak mi zimno"                           | 4:13  |
|     |                                          |       |
| 4.  | "Gdzieś poza czasem"                     | 5:04  |
|     |                                          |       |
| 5.  | "Jedno słowo wystarczy"                  | 4:31  |
|     |                                          |       |
| 6.  | "Nowi Adam i Ewa"                        | 3:31  |
|     |                                          |       |
| 7.  | "Nasza mała wojna"                       | 3:42  |
|     |                                          |       |
| 8.  | "Małe szczęścia" (wersja instrumentalna) | 4:26  |
|     |                                          |       |
| 9.  | "Siostra łza"                            | 4:17  |
|     |                                          |       |
| 10. | "Dokąd dojdziemy"                        | 4:02  |
|     |                                          |       |
| 11. | "Sopot"                                  | 3:00  |
|     |                                          |       |
|     |                                          | 45:03 |
|     |                                          |       |
Autorem muzyki do wszystkich utworów jest Robert Janson. Autorem wszystkich tekstów jest Andrzej Ignatowski. Utwór "Sopot" jest instrumentalny.

## Twórcy
źródło:.
- Viola Brzezińska – śpiew (3, 6, 9)
- Kuba Badach – śpiew (1, 5, 7)
- Marek Bałata – śpiew (4, 10)
- Daria Druzgała – wokaliza (2)
- Robert Janson – śpiew (2), aranżacje
- Wojciech Wójcicki – instrumenty klawiszowe
- Grzegorz Skawiński – gitary
- Michał Dąbrówka – perkusja
- Filip Sojka – gitara basowa
- Mariusz Mielczarek – saksofon
- Dima Chaaback – fletnia Pana
- Zbigniew Kozub – fortepian, aranżacja, prowadzenie orkiestry
- Orkiestra Filharmonii Narodowej
- Warszawski Chór Międzyuczelniany